# Asociación Mexicana de Productores de Fonogramas y Videogramas
Asociación Mexicana de Productores de Fonogramas y Videogramas (с исп. — «Мексиканская ассоциация производителей фонограмм и видеограмм»; AMPROFON) — некоммерческая организация, объединяющая транснациональные и национальные компаниями звукозаписи в Мексике. Она является торговой ассоциацией фонографических компаний, которые представляют более 70 процентов рынка Мексики. AMPROFON является ассоциированным членом Международной федерации производителей фонограмм (IFPI).

## История
Организация была основана под названием Phonographic Discs Producers (AMPRODISC) в Мексике 3 апреля 1963 года. Целью было создание гражданского объединения для представления прав и интересов производителей фонографических записей. Членами клуба были: Compañía Importadora de Discos, S.A., CBS de Mexico, S.A., Discos Mexicanos, S.A., Fábrica de Discos Peerless, S.A., GAMMA, S.A., Panamericana de Discos, S.A., RCA Victor Mexicana, S.A..
26 июля 1971 года название было изменено на Asociación Mexicana de Productores de Fonogramas, а 3 мая 1990 года название было изменено на нынешнее.
В 2010 году AMPROFON объединила фонографические компании, на которые приходится более 70 % рынка в Мексике, включая, среди прочего, следующие: EMI Music Mexico, Sony BMG, Universal Music Mexico, Univision Music Group, Warner Music, Readers Digest y Azteca Music. Она также представляет, координирует и защищает права интеллектуальной собственности и общие интересы производителей фонограмм в Мексике, отвечает за изучение и решение проблем музыкальной индустрии, выступает в качестве консультационного органа по продажам и новостям, связанным с фонографической и видеографической индустрией, а также представляет мексиканскую музыкальную индустрию на международном уровне, отвечает за изучение популярности и музыкальных тенденций, происходящих в Мексике.
Через десять лет музыкальная индустрия и продажи в Мексике начали девальвироваться больше, с 2010 по 2012 год сертификаты включали альбомы, синглы, DVD-диски, музыкальные клипы и рингтоны, к 2015 году остались только сертификация синглов и альбомов, оба разделяли одинаковое количество сертифицированных продаж: 30 000 для золотого, 60 000 для платинового и 300 000 для бриллиантового, его критерии включают физические продажи, цифровые продажи и стриминг.
В Мексике Spotify получил большое преобладание, он начинает возвращаться к потреблению физических продаж, таких как CD и винил в магазинах Mixup. К 1 ноября 2020 года обновлены сертификаты синглов и альбомов. Золотой стал 70 000 единиц, платиновый — 140 000, а бриллиантовый — 700 000, увеличив количество копий в стране. В настоящее время Мексика является латиноамериканской страной с наибольшим количеством копий для каждой сертификации, опережая такие страны, как Испания и латинские сертификаты RIAA в Соединённых Штатах. Это также вторая страна с наибольшими требованиями к количеству в Америке, уступая только США.

## Сертификации
| Формат                            | Уровни сертификаций | Уровни сертификаций | Уровни сертификаций | Уровни сертификаций                                     |
| Формат                            | Золотой             | Платиновый          | Бриллиантовый       | Приммечния                                              |
| --------------------------------- | ------------------- | ------------------- | ------------------- | ------------------------------------------------------- |
| Альбом                            | 70 000              | 140 000             | 700 000             | C ноября 2020                                           |
| Альбом                            | 30 000              | 60 000              | 300 000             | С июля 2009 по октябрь 2020                             |
| Альбом                            | 40 000              | 80 000              | 400 000             | С января 1998 по июнь 2009                              |
| Альбом                            | 50 000              | 100 000             | 500 000             | С июля 2003 по декабрь 2007                             |
| Альбом                            | 75 000              | 150 000             | 500 000             | С января 2000 по июнь 2003                              |
| Альбом                            | 75 000              | 150 000             | 1 000 000           | С января 1999 по декабрь 1999                           |
| Альбом                            | 100 000             | 250 000             | 1 000 000           | До декабря 1998                                         |
| Цифровой сингл / трек             | 22 000 000          | 44 000 000          | 220 000 000         | С ноября 2020, стриминговый эквивалент                  |
| Цифровой сингл / трек             | 9 300 000           | 18 600 000          | 93 000 000          | До октября 2020, стриминговый эквивалент                |
| Цифровой сингл / трек             | 30 000              | 60 000              | 300 000             | До октября 2020, цифровая загрузка                      |
| Цифровой сингл / трек             | 1 500               | 3 000               |                     | Оригинальные цифровые загрузки отменены в сентябре 2010 |
| Музыкальные DVD                   | 10 000              | 20 000              | 100 000             | С 19 февраля 2014                                       |
| Музыкальные DVD                   | 10 000              | 20 000              |                     |                                                         |
| Цифровой альбом (предзаказ)       | 50 000              | 100 000             | 400 000             | С июня 2008                                             |
| Цифровой альбом (предзаказ)       | 50 000              | 100 000             | 500 000             | До мая 2008                                             |
| Цифровой сингл / трек (предзаказ) | 50 000              | 100 000             | 500 000             |                                                         |
| Музыкальное видео (предзаказ)     | 50 000              | 100 000             | 500 000             |                                                         |
| Рингтон                           | 40 000              | 80 000              | 400 000             |                                                         |

## Хит-парады
AMPROFON еженедельно публикует список самых популярных альбомов мексиканских артистов, а также аналогичный список с иностранными исполнителями. Кроме того, публикуется список самых популярных песен (данные получаются от стриминга).